# Орихимэ Иноуэ
Орихимэ Иноуэ (яп. 井上 織姫 Иноуэ Орихимэ) — персонаж аниме и манги «Блич», созданной Тайто Кубо, одноклассница и подруга главного героя этого произведения Ичиго Куросаки. После того, как Ичиго становится проводником душ, Орихимэ, как и многие другие, быстро развивает духовные способности. Её имя заимствовано из японской легенды, в честь которой проводится фестиваль Танабата, — легенды о «прядущей принцессе» Орихимэ, богини звезды Вега. Иноуэ регулярно входит в десятку наиболее популярных персонажей в рейтинге персонажей журнала Shonen Jump, по результатам последнего опроса она заняла восьмое место, опередив Киру Идзуру на 123 голоса. Её озвучивает сэйю Юки Мацуока, которая за эту роль была награждена как «Лучшая актриса второго плана» на Seiyu Awards 2007 года.
Жена Ичиго Куросаки.

## Описание персонажа

### Внешность
У Иноуэ Орихимэ длинные тёмно-рыжие волосы, неизменно заколотые у висков маленькими голубыми заколками в виде цветков, которые героиня не снимает почти никогда и носит в память об умершем брате. Большая грудь Орихимэ периодически становится темой для шуток, а также привлекает внимание одноклассников и друзей Ичиго Куросаки (она ходит в тот же класс, что Исида и Чад). На цветных страницах манги у Орихимэ карие глаза, а в аниме — серые. Её рост — 157 см.
По словам Тайто Кубо, она является одним из самых сложных персонажей для рисования.

### Характер
Орихимэ дружелюбная, весёлая, добрая и ранимая, она не любит причинять людям боль и производит впечатление человека «не от мира сего». Она настолько рассеянна и мечтательна, что порой даже уходит в эскапизм, забывая обо всём на свете. Занимает третье место в рейтинге успеваемости после Исиды Урю и Рё Куниэды, а также вместе с Исидой входит в кружок по рукоделию. Кроме того, она любит изобретать странные виды спорта и играть в них с Тацуки Арисавой — такие, например, как «бейс-фут», комбинация бейсбола и футбола, напоминающая кикбол. Суть игры в том, что футбольный мяч бьют палками, а не ногами. Орихимэ часто можно увидеть в компании Тацуки, своей лучшей подруги и другом детства Ичиго.
Она безнадёжна во всём, что касается техники и технических новинок. Один из членов клуба рукоделия заметил, что Орихимэ недостаточно сообразительна, чтобы пользоваться мобильным телефоном, поэтому и не имеет оного. По словам Тацуки, Орихимэ владеет чёрным поясом по карате, хотя в аниме его цвет заменили на жёлтый. Она любит готовить и творчески подходит к процессу, причём до такой степени, что кроме Мацумото Рангику практически никто не ценит по достоинству её готовку. Любимая еда Орихимэ — паста из красной фасоли, она также добавляет сливочное масло в сладкий картофель, любит бутерброды с сыром и может съесть их огромное количество.
Иноуэ очень проницательна, особенно во всём, что касается Ичиго, очень чутко чувствует его настроение. Ей невыносимо видеть его страдания. На самом деле, она тайно влюблена в Ичиго (немного ревнует к Рукии Кучики, как становится понятно в дальнейших главах манги), даже может необъяснимым образом находить его по запаху и ощущать духовную силу, пусть и скрытую за мощным барьером. Она остро переживает свою неспособность защитить дорогих людей, прекрасно знает, что такое одиночество и не желает никому такой судьбы.
В начале аниме и манги Орихимэ не является ключевым персонажем, выглядит беспечной и недалёкой девушкой, но с развитием сюжета «Блич» раскрывается и характер Орихимэ, а также растёт её роль в истории.

## Детство
Орихимэ живёт в собственной квартире в городе Каракура, где и происходят события «Блич». Материальную поддержку оказывают родственники, к которым Иноуэ иногда приезжает в гости. Несколько лет назад у неё был старший брат по имени Сора, а также родители. Отец много пил, а мать изменяла ему с другими мужчинами, поэтому родители часто ссорились и били детей (например, чтобы Орихимэ перестала плакать). Неизвестно, живы ли они до сих пор: когда Соре исполнилось восемнадцать, он забрал трёхлетнюю Орихимэ и сбежал. Шесть лет брат с сестрой прожили в мире и согласии. Однажды Сора подарил Орихимэ пару заколок, хотя та отказалась их надевать, заявив, что украшения выглядят по-детски. Они поссорились не на шутку и не разговаривали весь вечер и следующим утром, а в тот же день Сора был сбит машиной и умер в клинике Куросаки. С тех пор Орихимэ постоянно носит заколки. Она осталась абсолютно одна, почти совсем перестала разговаривать, а год спустя познакомилась с Тацуки. Они стали лучшими друзьями.

## Дальнейшие события
Сора не смог упокоиться в мире, потому что после автокатастрофы Иноуэ кричала: «Не оставляй меня одну». Он стал привидением и много лет наблюдал за сестрой, защищая её, пока не подвергся нападению злых духов («пустых»). Сора становится пустым, после чего возвращается в старый дом и старается убить Орихимэ. Ичиго её спасает, используя новообретенную силу проводника душ, а в процессе невольно делится частью этой силы. Орихимэ начинает видеть призраков. В городе появляется пустая и нападает на Орихимэ и Тацуки. Тацуки пытается защитить подругу, но безуспешно. В критический момент пробуждается Сюн Сюн Рикка: из заколок Орихимэ вылетают фееподобные существа, помогающие справиться с пустой. Когда Рукию забирают в Сообщество душ, Орихимэ не остаётся в стороне, и отправляется на помощь вместе с Ичиго. По прибытии (сюжетная арка «Сообщество душ: проникновение») группа друзей разделилась, Орихимэ оказалась вместе с Исидой Урю. Она пыталась использовать Сюн Сюн Рикку в сражении с проводником душ Дзиробо, но тот легко отражает атаку Цубаки. Орихимэ, единственная, кто в Сообществе душ не попал в тюрьму и обошелся без ранений, отчасти лицезрела столкновение Исиды с Куроцути Маюри, а также лечила раны Ичиго.
В город Каракура вторгаются арранкары. Ями разрушает Сюн Сюн Рикку, убивая Цубаки, поэтому Иноуэ какое-то время не может драться. После того, как вайзард Хати не только дает пару ценных советов, но и восстанавливает Цубаки буквально из пепла, Орихимэ вместе с Рукией тренируют боевые навыки в Сообществе душ. По дороге назад появляется Улькиорра и шантажом заставляет Орихимэ присоединиться к арранкарам. Её представляют Айдзэну Соскэ, желающему с помощью Сюн Сюн Рикки пробудить силу Хогёку. Впоследствии её освобождает Гриммджо, чтобы она воскресила Куросаки, убитого Улькиоррой. После этого происходят две битвы. Первая — битва Ичиго и Гриммджо (ради неё Гриммджо и заставил Орихимэ вернуть Ичиго к жизни), затем — битва между Куросаки и Ноиторой, а потом Ноиторой и Кэмпати. Первую битву Куросаки выигрывает, а вторую проигрывает. После гибели Ноиторы, Ичиго и Кэмпати собираются забрать Орихимэ из Уэко Мундо, но её похищает Койот Старрк. Позже её охраняет Улькиорра, которого, ценой очередных гибели и воскрешения, побеждает находящийся в форме пустого Ичиго. После победы над Айдзэном, Иноуэ вместе с Рукией, Урю, Садо и Рэндзи возвращаются в Каракуру, где они встречают Ичиго.
Спустя 17 месяцев после победы над Айдзэном, Иноуэ вместе с Ичиго переходит в выпускной класс и ведёт обычный образ жизни. Позже она узнаёт, что на Урю напал неизвестный человек. Через некоторое время на неё нападает Моэ Сисигавара, но не может ей навредить, после чего появляется Сюкуро Цукисима, который признался ей, что именно он стоит за нападением на Исиду. Иноуэ стала первой жертвой Подчинения Цукисимы. Позже Садо знакомит Иноуэ с членами Xcution, первой из которых стала Рирука Докугаминэ, с которой Иноуэ сразу подружилась. Иноуэ помогала Ичиго в тренировке по получению Полного Подчинения, она лечила раны Куросаки во время его боя с Куго Гиндзё. Когда Цукисима использовал своё Подчинение, Иноуэ, Садо и все друзья Куросаки перешли на его сторону. После победы Ичиго над Гиндзё она очнулась вместе с Рирукой в доме Урахары Кискэ.

## Боевые навыки
Орихимэ использует необычную боевую технику: вызывает волшебных существ из своих заколок. Эти способности носят название «Сюн Сюн Рикка» (яп. 盾舜六花, букв. Шесть цветков гибискусового щита), по количеству маленьких существ, которые видимы только Орихимэ. Используя цветочных «фей» в различных комбинациях, Орихимэ «отвергает» какое-либо событие, отменяет его, что можно использовать, главным образом, для лечения, но и в нападении тоже. Настроение Орихимэ оказывает прямое влияние на Сюн Сюн Рикка: сомнения и глубокие переживания делают их слабее, а уверенность в себе усиливает. Хотя сама Иноуэ называет существ феями, они являются частью её духа, проявлением её духовной энергии. Они пробудились благодаря близости с Ичиго. Каждая «фея» выражает отдельную черту характера Орихимэ и обладает собственной индивидуальностью и именем.
- Аямэ (яп. あやめ) — Ирис. Роль озвучивает Сакурагава Томоэ

Застенчивая девушка в большом розовом халате. Вместе с Сюнъо может оказывать медицинскую помощь.
- Байгон (яп. 梅巌) — Умэ. Роль озвучивает Янада Киёюки

Лысый мужской дух, чья маска закрывает половину лица. Вместе с Хинагику и Лили он щитом закрывает Орихимэ от ударов.
- Хинагику (яп. 火無菊) — Маргаритка. Роль озвучивает Кисио Дайсукэ

Мужской дух с длинными ногтями и большой фиолетовой повязкой, закрывающей один глаз и образующей рог, как у единорога. Вместе с Байгоном и Лили создает щит.
- Лили (яп. リリィ) — Лилия. Роль озвучивает Кугимия Риэ

Фея с ярко-розовыми волосами, жёлтыми защитными очками и в синем купальнике. Вместе с Байгоном и Хинагику создает щит.
- Сюнъо (яп. 舜桜) — Алтей. Роль озвучивает Нода Дзюнко

Дружелюбный женский дух со светлыми волосами, собранными в хвостик. Обычно только она и Цубаки разговаривают с Орихимэ, дают разумные советы. Лечит вместе с Аямэ.
- Цубаки (яп. 椿鬼) — Камелия. Роль озвучивает Морикава Тосиюки

Вспыльчивый мужской дух. Единственный из Сюн Сюн Рикка, кто способен наносить прямые удары, но может сорвать раздражение на всех, кто чем-то не угодил (включая саму Орихимэ). Цубаки ориентирован в первую очередь на атаку, поэтому совсем не имеет защиты и несколько раз получал ранения. Чем сильнее злость Орихимэ, тем сильнее становится Цубаки, однако, не в её характере желать кому-то увечий или смерти, что отрицательно сказывается во время боя.

## Упоминания в других произведениях
Орихимэ появляется в обоих анимационных фильмах: в Bleach: Memories of Nobody и в Bleach: The DiamondDust Rebellion, хотя она практически не оказывает влияния на развитие сюжета. В рок-мюзикле Rock Musical BLEACH роль Орихимэ досталась актрисе Рэй Ёсии. Она есть в большинстве видеоигр, включая самую первую игру по «Блич» Bleach: Hanatareshi Yabou, линейку Bleach: Heat the Soul, Bleach: Blade Battlers и Jump Ultimate Stars, где она является персонажем поддержки. Орихимэ не обладает силами проводников душ, поэтому её обычные приёмы — ближний бой врукопашную и техника Сюн Сюн Рикка, в основном ориентированная на защиту. В частности, в игре Bleach: Heat the Soul она может создавать щит, а в Bleach: Blade Battlers — лечить себя или других персонажей. Тем мне менее, отсутствие сильных атакующих приёмов иногда делает её сложным персонажем для игры, как это случилось в Bleach: Dark Souls, где её удары слабее, чем у всех остальных персонажей и единственным достоинством является способность блокировать сильные приёмы противника.
Орихимэ также известна благодаря интернет-мему 2006 года — ролику «Як цуп цоп», который стал «музыкальным вирусом» года. Он представляет собой короткий флеш-ролик с участием Иноуэ, где та вертит в руках лук под песню «Ievan Polkka» финской группы Loituma (поэтому на западе героиню называют «девушка Loituma», англ. Loituma Girl). Кадры взяты из второй серии аниме, а лук в руках Орихимэ — это лук-батун, в Японии известный как нэги.